# Balneochemia
Balneochemia – dział balneologii zajmujący się określaniem składu i właściwościach fizykochemicznych naturalnych surowców leczniczych, jak wody uzdrowiskowe, gazy i peloidy.
Balneochemia intensywnie rozwijała się w XIX wieku. Znanymi polskimi balneochemikami byli m.in.: 
- Adam Maksymilian Kitajewski[2]
- Teodor Torosiewicz[potrzebny przypis]
- Józef Jan Celiński[potrzebny przypis]